# Arion vulgaris
Arion vulgaris ou Lesma espanhola ou ainda Lesma assassina é uma espécie de lesma do género Arion com origem presumida na Península Ibérica. Começou a espalhar-se pelo resto da Europa há cerca de 30 anos, tendo-se tornado numa Espécie invasora.
Está presente em muitos países do continente, em jardins e hortas, tendo viajado como ovos na terra de plantas envasadas.
Auto-reproduz-se e com rapidez, comendo lesmas mais pequenas. Daí o nome de assassina. É mais agressiva do que a lesma preta natural e ataca ervas, flores e legumes.
É confundida frequentemente com a lesma portuguesa Arion lusitanicus, endémica da Serra da Arrábida.